# П'ятигірці
П'ятигі́рці — село в Україні, у Лубенській громаді Лубенського району Полтавської області. Колишній орган місцевого самоврядування — Михнівська сільська рада. Населення становить 259 осіб.

## Географія
Село П'ятигірці знаходиться на правому березі річки Сліпорід, вище за течією примикає село Ісківці, нижче за течією на відстані 0,5 км розташоване село Михнівці. Поруч проходить автомобільна дорога Т 1713.

## Історія
За Гетьманщини П'ятигірці, як селище входило до 2-ї Лубенської сотні Лубенського полку. 
Зі скасуванням полково-сотенного устрою на Лівобережній Україні селище перейшло до Лубенського повіту Київського намісництва.
У ХІХ ст. П'ятигірці перебували у складі Черевківської волості Лубенського повіту Полтавської губернії.
Станом на 1946 рік до П'ятигірської сільської ради Лубенського району входив також хутір Садиківщина.
Пізніше село перейде до Михнівської сільської ради (Лубенського р-ну Полтавської області), яка у 2016 році увійшла до Засульської сільської громади.
12 червня 2020 року, відповідно до розпорядження Кабінету Міністрів України № 721-р «Про визначення адміністративних центрів та затвердження територій територіальних громад Полтавської області», село увійшло до складу Лубенської міської громади.
19 липня 2020 року, в результаті адміністративно - територіальної реформи та ліквідації Лубенського району(1923-2020), село увійшло до складу новоутвореного Лубенського району.

## Політика

### Парламентські вибори, 2019
На позачергових парламентських виборах 2019 року у селі функціонувала окрема виборча дільниця № 530528, розташована у приміщенні клубу.
Результати
- зареєстрований 141 виборець, явка 72,34%, найбільше голосів віддано за «Слугу народу» — 36,08%, за Всеукраїнське об'єднання «Батьківщина» — 21,65%, за «Європейську Солідарність» — 11,34%.[6] В одномандатному окрузі найбільше голосів отримав Фахраддін Мухтаров (самовисування) — 50,54%, за Олексія Баганця (Всеукраїнське об'єднання «Батьківщина») — 12,90%, за Анастасію Ляшенко (Слуга народу) — 10,75%[7].

## Економіка
- Молочно-товарна ферма.

## Населення
Згідно з переписом УРСР 1989 року чисельність наявного населення села становила 290 осіб, з яких 130 чоловіків та 160 жінок.
За переписом населення України 2001 року в селі мешкала 261 особа.

### Мова
Розподіл населення за рідною мовою за даними перепису 2001 року:
| Мова       | Відсоток |
| ---------- | -------- |
| українська | 98,84 %  |
| російська  | 1,16 %   |

## Відомі уродженці
- Бутовський Олексій — член першого складу і один із засновників МОК та сучасного Олімпійського руху.
- Лук'яненко Іван — козак Армії УНР, лицар Залізного Хреста УНР.